# Andreas Georg Wähner
Andreas Georg Wähner (* 24. Februar 1693 in Rhida, Grafschaft Hoya; † 21. Februar 1762 in Göttingen) war ein deutscher Orientalist.

## Leben
Der Sohn des Predigers Ernst Albrecht Wähner und dessen Frau Anna Gertrud (Tochter des Propstes in Lüchau, Andreas Reinbeck) hatte die erste Ausbildung vom Vater und von Privatlehrern erhalten. Ohne eine öffentliche Schule besucht zu haben, erlangte Wähner gründliche Kenntnisse in der lateinischen Sprache, im Griechischen, im Hebräischen und in den übrigen Elementarwissenschaften. So vorbereitet bezog er 1710 die Universität Helmstedt. Dort beschäftigte ihn, nachdem er schon in seiner Heimat mit dem Lesen des Alten und Neuen Testaments in der Ursprache ein gründliches Studium der griechischen Profanskribenten (nichtkirchliche Schriften) verbunden hatte, in dem von 1710 bis 1716 ablaufenden Studium besonders das Erlernen der morgenländischen Dialekte und der Exegetik.
Förderlich zur Erweiterung seiner Kenntnisse in den genannten Fächern waren ihm nicht nur die Vorlesungen, sondern auch der Umgang des berühmten Hermann von der Hardt. Von manchen Eigenheiten jenes berühmten Orientalisten, unter anderem seinen sonderbaren Vorstellungen über den Zusammenhang der Sprachen und von der Sucht, die Ähnlichkeit zwischen dem Hebräischen und Griechischen zu erzwingen, hielt sich Wähner fern. In der Theologie war der Johann Andreas Schmidt sein Hauptlehrer, Philosophie hörte er bei Johann Rempen (1663–1744) und Johannes Oldermann (1686–1723), Mathematik und Experimentalphysik bei Rudolph Christian Wagner (1671–1741) und Alexander Christian Gackenholz (-1717).
Seine philologischen Kenntnisse benutzte er ab 1712 für Privatvorlesungen, welche er mit Bewilligung des Hofs in Hannover und Braunschweig einigen Studierenden hielt. In jene Zeit fallen seine unter Oldermanns Vorsitz verteidigten Dissertationen de mare Asphaltite; de regione Ohir und die auf Anregung von Schmidt 1715 verfasste griechische Grammatik. Die Idee, sich einer akademischen Laufbahn zu widmen, gab Wähner auf, als ihm 1718 eine Konrektorstelle am damaligen Gymnasium in Göttingen angetragen wurde. Das Griechische und Hebräische, nebst der reinen Mathematik, waren dort die Gegenstände seines Unterrichts. Als 1733 das Gymnasium in Göttingen aufgehoben wurde und die Universität Göttingen entstand, lehnte er den Antrag ab, Lehrer an der dort errichteten Stadtschule zu werden.
Seinem Wunsche folgend, erhielt er von dem Hannoverischen Ministerium die Erlaubnis, Kollegien an der Göttinger Hochschule zu lesen, ohne vorher Magister werden zu dürfen. Damals ließ er seine „Hebräische Grammatik“ drucken, die schon deshalb herausragt, weil sie das erste Buch war, das auf der Göttinger Universität herausgegeben wurde. Als ihm seine gründlichen Kenntnisse der orientalischen Sprachen in kurzer Zeit zahlreiche Zuhörer zuströmen ließ, entschloss er sich 1737 zur Annahme der Magisterwürde. Den Entschluss nach Jena zu gehen änderte er, als er 1738 eine außerordentliche Professur der orientalischen Sprachen in Göttingen erhielt, die 1739 in eine ordentliche Professur gewandelt wurde. In jener Aufgabe wirkte er bis zu seinem Lebensende.

## Wirken
Das Hauptverdienst von Wähner liegt auf dem Gebiet der hebräischen Altertümer, in welche man damals auch die Geschichte der Bildung und Erhaltung der hebräischen Literatur mit einbezog. Namentlich nach der letztgenannten Beziehung verdienen Wähner’s „Antiquitates Hebraeorum“, als ein klassisches Buch der hebräischen Philologie genannt zu werden. Die Abschnitte über die Masora, über die ältesten Handschriften und Ausgaben, über die Mischna und den Talmud, über die hermeneutischen Regeln der Rabbinen boten eine Fundgrube aus den Quellen geschöpfter gediegenster und reichster Belehrung über die Art, wie die Juden selbst ihre Literatur aufbewahrt, weitergereicht und ausgelegt haben. Auch seine „Gründliche Grammatik der hebräischen Sprache“ von  1735 empfiehlt sich durch die Einfachheit und Klarheit in der Darlegung der wichtigsten Gesetze der Sprache, soweit man sie damals erkannt hatte.

## Veröffentlichungen
- Diss, de . . .seu de mare Asphaltite. Helmstedt 1712
- Diss. de regione Ophir. Helmstedt 1714
- Diss, de . . . seu de festo encaeniorum. Helmstedt 1715
- Der griechischen Sprache deutsche Grammatica. Wolfenbüttel  1715; Neue Auflage unter dem Titel Gründliche Grammatica der griechischen Sprache, in welcher solche nach ihrer eigenen Beschaffenheit, ohne die Lernenden mit unnöthigen Regeln und Exceptionen zu beschweren, deutlich vorgetragen und alles aus richtigen Sätzen hergeleitet wird. Wolfenbüttel 1752
- Syntaxis Graeca oder Untersuchung der Eigenschaften der griechischen Sprache. Wolfenbüttel 1716
- Gründliche Grammatica der hebräischen Sprache. Göttingen 1735
- Diss philol. in 2 Sam. 8,2., qua David Moabitarum victor crudelium numero eximitur. Wolfenbüttel 1738
- Progr. de Endorensi praestigtatrice. Wolfenbüttel 1738
- Diss. philol. de prunis in capite inimici, ad Proverb. 25, 22. et Rom. 12, 20. Wolfenbüttel 1740
- Antiquitates Ebraeorum de Israeliticae gentis. Göttingen 1742 (online), 1743 (online)
- Tagebuch aus dem Siebenjährigen Krieg. Hrsg. und bearbeitet von Sigrid Dahmen. Universitätsverlag Göttingen, Göttingen 2012, ISBN 9783863950637.